# Чигиринско језеро
Чигринско језеро (блр. Чыгірынскае вадасховішча; рус. Чигиринское водохранилище) је вештачка акумулација на реци Друт у јужном делу Могиљовске области у Републици Белорусији. Језеро се налази на граници Киравског и Бихавског рејона на око 30 km источније од варошице Киравск.
Градња акумулације је завршена 1960. године. Укупна површина акумулације је 21,1 km², максималне запремине до 60 km³. Максимална дубина је до 8,1 метар. Основна намена језера је за производњу електричне енергије, а користи се и за одмор и рекреацију локалног становништва.
Десна обала језера је доста висока док је лева обала знатно нижа и равнија. Дно језера је доста муљевито и тресетасто. Његова површина је под ледом дебљине до 55 цм од децембра до априла. Северне обале језера су обрасле густом мочварном вегетацијом.
На језеру постоји и малено острво површине око 0,37 km².
Површина језера се доста користи у рекреативне сврхе, посебно у летњим месецима, а на њему се редовно одржавају и такмичења у веслању и кајаку и кануу. Дуж обале су изграђени бројни туристички и рекреациони кампови те лечилишта.
Најпознатије рибље врсте у језеру су деверика, црвенперка, штука и смуђ.